# Jodia aurantiago
Jodia aurantiago är en fjärilsart som beskrevs av Donovan 1796. Jodia aurantiago ingår i släktet Jodia och familjen nattflyn. Inga underarter finns listade i Catalogue of Life.